# Braehead Arena
Die Braehead Arena ist eine Mehrzweckhalle im schottischen Renfrewshire. Sie liegt am Ufer des Flusses Clyde.

## Geschichte
Die Braehead Arena wurde 1999 eröffnet. Sie wird hauptsächlich als Heimspielstätte der Eishockeyclubs Braehead Clan aus der Elite Ice Hockey League sowie der Paisley Pirates aus der Scottish National League genutzt. In der Saison 2002/03 trugen zudem die Ayr Scottish Eagles aus der Ice Hockey Superleague ihre Heimspiele in der Braehead Arena aus. Von 2002 bis 2008 war mit den Scottish Rocks aus der British Basketball League eine weitere professionelle Sportmannschaft in der Arena ansässig.
Die Arena war Austragungsort der Curling-Weltmeisterschaft 2000 der Herren und der Damen. Die Wrestlingunternehmen WWE sowie deren Konkurrent Total Nonstop Action Wrestling halten regelmäßig Veranstaltungen in der Arena in Renfrewshire ab. Zudem fanden Veranstaltungen der Ultimate Fighting Championship und Boxkämpfe in der Braehead Arena statt. Diese wird auch regelmäßig für Konzerte genutzt.
Zwischen 2015 und 2017 trug die PDC insgesamt dreimal die World Series of Darts Finals in der Arena aus.

## Galerie

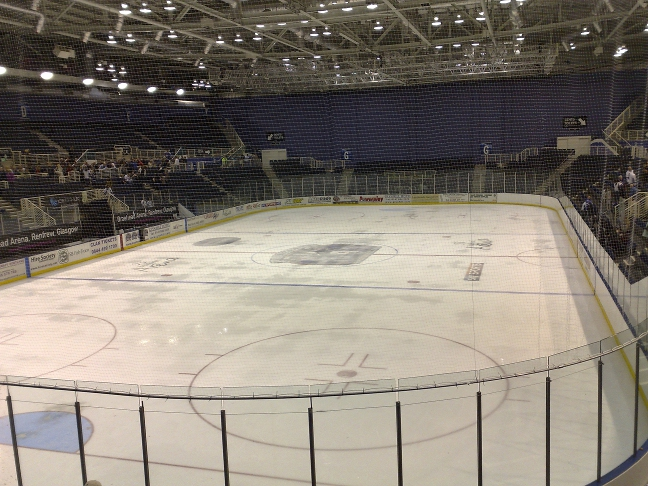
Die Eisfläche der Braehead Arena